# Diócesis de Great Falls-Billings
La diócesis de Great Falls-Billings (en latín: Dioecesis Magnocataractensis-Billingensis y en inglés: Roman Catholic Diocese of Great Falls-Billings) es una circunscripción eclesiástica de la Iglesia católica en Estados Unidos. Se trata de una diócesis latina, sufragánea de la arquidiócesis de Portland. Desde el 20 de noviembre de 2007 su obispo es Michael William Warfel.

## Territorio y organización

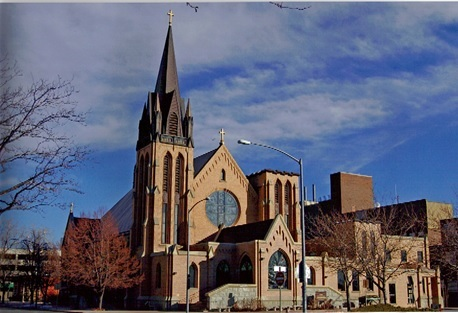
Concatedral de San Patricio, en Billings

La diócesis tiene 241 276 km² y extiende su jurisdicción sobre los fieles católicos de rito latino residentes en 35 condados del estado de Montana: Big Horn, Blaine, Carbon, Carter, Cascade, Chouteau, Custer, Daniels, Dawson, Fallon, Fergus, Garfield, Golden Valley, Hill, Judith Basin, Liberty, McCone, Musselshell, Park, Petroleum, Phillips, Powder River, Prairie, Richland, Roosevelt, Rosebud, Sheridan, Stillwater, Sweet Grass, Treasure, Valley, Wibaux, Yellowstone, y parte de los condados de Teton y Toole.

La sede de la diócesis se encuentra en la ciudad de Great Falls, en donde se halla la Catedral de Santa Ana. En Billings se encuentra la Concatedral de San Patricio.
En 2021 en la diócesis existían 49 parroquias.

## Historia
La diócesis de Great Falls (Gran-Ormensis) fue erigida el 18 de mayo de 1904 con el breve Universalis Ecclesiae del papa Pío X, tomando su territorio de la diócesis de Helena.
La nueva diócesis se convirtió en sufragánea de la arquidiócesis de Oregón City, que cambió su nombre por el de arquidiócesis de Portland en 1928.
El 14 de febrero de 1980, en virtud del decreto Cum in finibus de la Congregación para los Obispos, la iglesia de San Patricio de Billings fue elevada al rango de concatedral y la diócesis asumió su nombre actual.

## Estadísticas
Según el Anuario Pontificio 2022 la diócesis tenía a fines de 2021 un total de 37 780 fieles bautizados.
| Año                                                                             | Población            | Población | Población      | Sacerdotes | Sacerdotes    | Sacerdotes    | Bautizados por sacerdote | Diáconos permanentes | Religiosos | Religiosos | Parroquias |
| Año                                                                             | Bautizados católicos | Total     | % de católicos | Total      | Clero secular | Clero regular | Bautizados por sacerdote | Diáconos permanentes | Varones    | Mujeres    | Parroquias |
| ------------------------------------------------------------------------------- | -------------------- | --------- | -------------- | ---------- | ------------- | ------------- | ------------------------ | -------------------- | ---------- | ---------- | ---------- |
| 1950                                                                            | 48 875               | 288 600   | 16.9           | 108        | 84            | 24            | 452                      |                      | 24         | 275        | 58         |
| 1966                                                                            | 75 000               | 360 000   | 20.8           | 126        | 98            | 28            | 595                      |                      | 32         | 310        | 66         |
| 1970                                                                            | 70 000               | 360 000   | 19.4           | 116        | 85            | 31            | 603                      |                      | 35         | 265        | 71         |
| 1976                                                                            | 66 000               | 352 000   | 18.8           | 117        | 78            | 39            | 564                      |                      | 42         | 165        | 73         |
| 1980                                                                            | 67 000               | 358 000   | 18.7           | 107        | 73            | 34            | 626                      | 4                    | 34         | 200        | 75         |
| 1990                                                                            | 66 800               | 355 000   | 18.8           | 92         | 66            | 26            | 726                      | 3                    | 29         | 133        | 56         |
| 1999                                                                            | 55 117               | 392 900   | 14.0           | 89         | 75            | 14            | 619                      | 3                    |            | 78         | 52         |
| 2000                                                                            | 57 796               | 386 400   | 15.0           | 74         | 60            | 14            | 781                      | 3                    | 14         | 76         | 67         |
| 2001                                                                            | 59 902               | 394 450   | 15.2           | 72         | 58            | 14            | 831                      | 5                    | 15         | 77         | 66         |
| 2002                                                                            | 55 405               | 392 796   | 14.1           | 72         | 59            | 13            | 769                      | 5                    | 14         | 77         | 66         |
| 2003                                                                            | 57 144               | 391 360   | 14.6           | 75         | 61            | 14            | 761                      | 6                    | 15         | 74         | 66         |
| 2004                                                                            | 57 144               | 391 360   | 14.6           | 74         | 60            | 14            | 772                      | 8                    | 15         | 71         | 65         |
| 2006                                                                            | 51 629               | 391 360   | 13.2           | 74         | 60            | 14            | 697                      | 6                    | 14         | 67         | 66         |
| 2013                                                                            | 54 800               | 414 000   | 13.2           | 82         | 70            | 12            | 668                      | 10                   | 12         | 46         | 51         |
| 2016                                                                            | 38 927               | 422 964   | 9.2            | 78         | 64            | 14            | 499                      | 17                   | 15         | 32         | 51         |
| 2019                                                                            | 37 400               | 405 200   | 9.2            | 74         | 58            | 16            | 505                      | 14                   | 17         | 37         | 49         |
| 2021                                                                            | 37 780               | 409 340   | 9.2            | 67         | 57            | 10            | 563                      | 14                   | 11         | 33         | 49         |
| Fuente: Catholic-Hierarchy, que a su vez toma los datos del Anuario Pontificio. |                      |           |                |            |               |               |                          |                      |            |            |            |

## Episcopologio
- Mathias Clement Lenihan † (20 de mayo de 1904-14 de febrero de 1930 renunció[nota 1])
- Edwin Vincent O'Hara † (1 de agosto de 1930-15 de abril de 1939 nombrado obispo de Kansas City)
- William Joseph Condon † (5 de agosto de 1939-17 de agosto de 1967 falleció)
- Eldon Bernard Schuster † (2 de diciembre de 1967-27 de diciembre de 1977 renunció)
- Thomas Joseph Murphy † (5 de julio de 1978-26 de mayo de 1987 nombrado arzobispo coadjutor de Seattle)
- Anthony Michael Milone † (14 de diciembre de 1987-12 de julio de 2006 renunció)
- Michael William Warfel, desde el 20 de noviembre de 2007